# タフィー (トムとジェリー)
タフィー（Tuffy）またはニブルス（Nibbles）は、『トムとジェリー』に登場する架空のネズミのキャラクター。

## 概要
ジェリーの甥として登場する灰色のネズミ。
名前は漫画での初登場時は「タフィー」で、アニメの初登場時は「ニブルス」。媒体や作品によってどちらの名前も使われる場合があるように、本キャラクターの表記は揺れており、ワーナー・ブラザースによる「トムとジェリー」公式サイトのキャラクター紹介では「タフィー（ニブルス）」と両方の名前が扱われているが、近年では「タフィー」の名前が用いられることが多い。
フルネームは"Nibbles "Tuffy" Mouse"（ニブルス・"タフィー"・マウス）とされる。

## キャラクター
まだ幼いネズミであり、おむつを着用している点が特徴。登場する度に突飛な行動でトムはおろかジェリーまでもことごとく振り回すトラブルメーカー的存在。
デビュー作となった『捨てネズミ』では、ジェリーの下へ捨てられた孤児として登場。同作および2度目の登場作『台所戦争』の両作品において「常に腹ペコ状態の子ネズミ」と言及されており、旺盛な食欲と好奇心でジェリーをハラハラさせる役回りはこの時点で確立されていた。
慎重派なジェリーと比べ軽率で無謀な行動が目立ち、ジェリーの言うことも真面目に聞かない事が多くしばしば彼を呆れさせている。『花火はすごいぞ』では、ジェリーの注意を無視して何度も花火をやろうとしたり、大量の花火を隠し持っているなど、やんちゃな一面が見られる。
一方、トムに対する態度は回によって異なり、ネコを物怖じせずジェリーを襲ったトムの尻尾を躊躇うことなく斬り落とすなど攻撃的な一面もあるが、ジェリーほどトムに敵対意識を抱かない回も多く、トムの事は「Pussy Cat(ネコちゃん、ネコさん)」などと気安く呼ぶ。ジェリーが「ネコ回避術」の教師としてニブルスを指導する『ネズミの学校』では、持ち前の純粋さでネコを恐れない性格によってトムと柔軟に打ち解け、ジェリーを悔しがらせていた。
また、ジェリーを遥かに凌ぐ大食漢であり特にアカデミー賞受賞作品の『台所戦争』ではその大食らいっぷりが見て取れる。まずネズミ取りにかかったチーズを取ろうとした後、トムのミルクを一滴残さず飲み干そうとし（この時トムに見つかりそうになったが、寝ぼけていたためか気が付かなかった）、さらに感謝祭の食卓に灯るロウソクなど食べられない物にまでかじりついた。七面鳥の丸焼きを一瞬で食べてしまったり、チーズやオレンジを丸飲みした事もある。
ニブルスの登場する話は、数ある「トムとジェリー」の話でも特にドタバタの激しい点が挙げられる。アカデミー賞を獲得した『パーティ荒し』などは、その最たる例と言える。
基本的に年長者かつ保護者役のジェリーの後をついて回るが、『我こそ勇者』ではニブルスの方がリーダーシップを取っていると見受けられる描写がある（ただし、この時は泥酔して気が大きくなっていた）。
『三銃士』をパロディとした4作品全てに登場し、フランス生まれの子役フランソワーズ・ブラン=コッタン（Françoise Brun-Cottan）が起用され、セリフに多くのフランス語が盛り込まれた。ジェリーと共にネズミ銃士「Mouseketeer」に属し、トムとフェンシング対決を繰り広げることが多い。これら作品群では銃士の制服を着こなし、おむつは着用していない。
『トムとジェリー ショー』以降では登場機会が激増。ジェリーのことを「ジェリーおじさん」または「おじさん」と呼んでいる。他のシリーズに比べて発言回数がかなり多くなっており、毒舌であることもしばしば。
『インディアンごっこ』では容姿が瓜二つのニブルスが2匹登場する（作中に彼らの名前は登場しない）。
左利きであると思われる描写が多い。

## 日本語吹替版声優
- 藤田淑子 -（初代：TBS版『捨てネズミ』）
- 荘司美代子 -（2代目：TBS版）
- 小桜エツコ -（3代目：新吹き替え版以降）
- 前田ゆきえ -（代役：トムとジェリー テイルズ〈一部の回のみ〉）
- 田中瑛梨 -（とむとじぇりーごっこ）